# Monroe-Doktrin

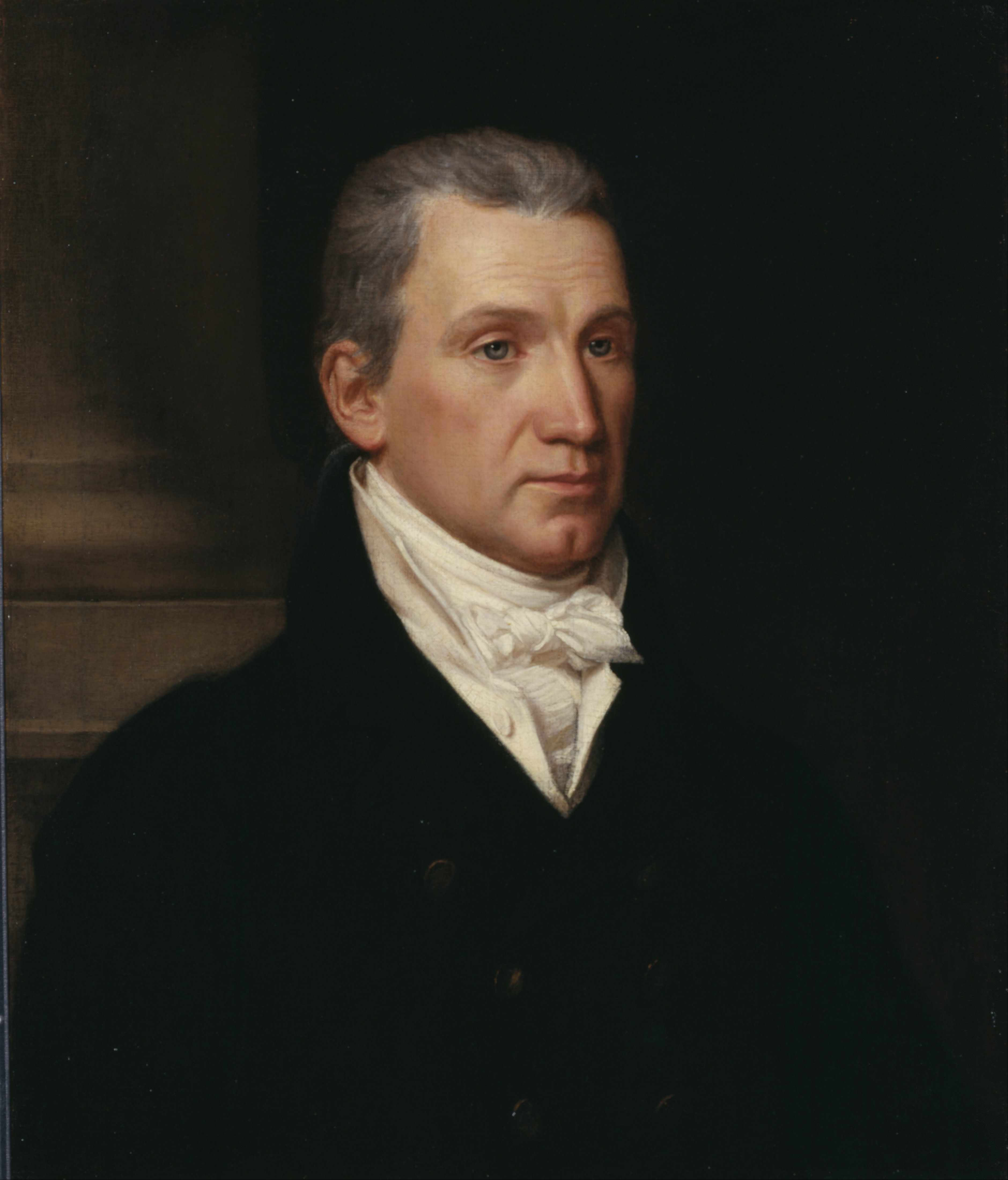
James Monroe, Gemälde von John Vanderlyn aus dem Jahr 1816

Die Monroe-Doktrin (englisch Monroe Doctrine) geht auf die Rede zur Lage der Nation vom 2. Dezember 1823 zurück, in der US-Präsident James Monroe vor dem Kongress die Grundzüge einer langfristigen Außenpolitik der Vereinigten Staaten entwarf. In der Tradition Jeffersons stellte er dabei eine irreversible Unabhängigkeit der Staaten auf dem amerikanischen Doppelkontinent von den europäischen Mächten fest, d. h. von der Alten Welt.
Monroe formulierte die Existenz zweier politischer Sphären (two spheres). Er betonte das Prinzip der Nichteinmischung (non-intervention) der Vereinigten Staaten in europäische Konflikte und forderte ein Ende aller Kolonialisierungsbestrebungen in der westlichen Hemisphäre (non-colonization). Außerdem kündigte er ein Eingreifen der USA für den Fall an, dass die europäischen Kolonialmächte diese politischen Grundsätze ignorieren sollten. Die Forderung an die europäischen Mächte, die nunmehr unabhängigen Staaten Lateinamerikas nicht zu rekolonialisieren, wurde verkürzt zur Parole „Amerika den Amerikanern“.
Zwar war die Doktrin (etwa „Amerika den Amerikanern“) zunächst eine Absage an Versuche aus Europa, die Souveränität der USA infrage zu stellen. Sie entwickelte sich aber im 20. Jahrhundert dazu, eine Vormachtstellung der USA für den ganzen Kontinent zu sichern.
Mit seiner Doktrin prägte Monroe die angloamerikanische Variante des Panamerikanismus entscheidend. 1848 unter Präsident Polk und 1870 unter Präsident Grant wurde die Doktrin um das Verbot des Transfers (auch früheren) kolonialen Besitzes an andere Mächte erweitert (non-transfer), das von Secretary of State John Quincy Adams in einer Botschaft an den damaligen russischen Zaren (Alexander I.) bereits 1823 aufgegriffen, von Monroe jedoch nicht in den Bericht an den Kongress übernommen worden war.

## Die weltpolitische Lage um 1823
Um die ursprüngliche Bedeutung der Monroe-Doktrin zu verstehen, ist die politische Situation zur Zeit ihrer Entstehung zu berücksichtigen. Nach Jahren der Konflikte ging Monroes Präsidentschaft (1817–1825) als „Era of Good Feeling“ in die Geschichtsbücher ein; sie umfasste einen Zeitraum, in dem sich die Vereinigten Staaten innenpolitisch stabilisierten und einen erheblichen wirtschaftlichen Aufschwung erlebten. Nur wenige Jahre zuvor hatten die USA ihr Territorium mit dem Erwerb der früheren französischen Kolonien in Louisiana (1803) und der spanischen Besitzungen in Florida (1819) nahezu verdoppelt, wobei im ersten Fall Monroe als Unterhändler in Paris eine tragende Rolle gespielt hatte. Auf der anderen Seite hatten die USA aber auch einen erfolglosen Krieg gegen Großbritannien (1812 bis 1814) geführt, in dessen Verlauf die versuchte Eroberung Kanadas gescheitert und Washington niedergebrannt worden war. Vor allem außenpolitisch standen die republikanischen Vereinigten Staaten ferner unter großem Druck: Die absolutistischen europäischen Mächte hatten nach den Unruhen der vorhergegangenen Dekaden ihre Macht restauriert. Mit der Wiedereinsetzung des französischen Königs Ludwig XVIII. im Jahr 1814 und dem Vorgehen der „Heiligen Allianz“ (bestehend aus Russland, Österreich und Preußen) gegen republikanische und liberale Ideen und Institutionen schien die republikanische Bewegung weltweit auf dem Rückzug.
Im Gegensatz dazu schien das Trienio Liberal („liberales Triennium“) von 1820 bis 1823 zu stehen, in dessen Verlauf der spanische König Ferdinand VII. im März 1820 von Revolutionären festgesetzt und eine konstitutionelle Monarchie proklamiert worden war. Die Freude republikanisch gesinnter Zeitgenossen hielt jedoch nur kurze Zeit an, denn die „Heilige Allianz“ reagierte augenblicklich auf die revolutionären Bestrebungen und Zar Alexander I. drohte seinen Verbündeten damit, russische Truppen nach Spanien marschieren zu lassen, sollte sich keine andere Lösung finden. Die anderen Mitglieder der „Heiligen Allianz“, wenig begeistert von der Vorstellung fremder Truppenkontingente auf ihren Territorien, übten daraufhin Druck auf das monarchische Frankreich aus, Militär nach Spanien zu entsenden, um die Revolution niederzuschlagen. Trotz erheblicher Bedenken des französischen Königs und seines Kriegsministers, die das Scheitern Napoleon Bonapartes auf der iberischen Halbinsel noch vor Augen hatten und die finanziellen Belastungen eines militärischen Konflikts fürchteten, gab Frankreich dem Druck seiner Alliierten nach und marschierte (finanziell unterstützt durch die Allianz) ab April 1823 in Spanien ein.
Wider Erwarten gelang es den schlecht organisierten französischen Truppen in relativ kurzer Zeit, die Revolution mit der Eroberung von Trocadero, der letzten Bastion der Aufständischen in Cádiz, im August 1823 niederzuschlagen und König Ferdinand zu befreien. Geschwächt durch einen unzureichenden Rückhalt in der Bevölkerung, die durch die Geistlichkeit Spaniens auf die Monarchie eingeschworen wurde, standen die Revolutionäre auf verlorenem Posten. Das Eingreifen Frankreichs resultierte in einem vollständigen Sieg der monarchistischen Kräfte.
Großbritannien, das sich gegen eine Invasion Frankreichs in Spanien ausgesprochen hatte, befürchtete angesichts der Erfolge der Allianz eine Ausweitung der militärischen Operationen auf die früheren spanischen Kolonien in Südamerika. Obwohl es selbst die Unabhängigkeit der südamerikanischen Staaten nicht offiziell anerkannte, hatte es doch wirtschaftliche Interessen und prosperierende Handelsbeziehungen, die es durch ein Eingreifen Spaniens und der „Heiligen Allianz“ gefährdet sah.
Ein zweiter Konflikt auf dem europäischen Kontinent fand sich mit dem griechischen Unabhängigkeitskampf gegen die Herrschaft des Osmanischen Reiches. Nachdem von 1821 bis 1822 die türkischen Truppen einen Großteil der aufständischen Gebiete zurückerobert hatten, gelang es den Griechen ab Herbst 1822, die Truppen des Sultans im Partisanen- und im Feldkampf zurückzudrängen und ihre eigenen Regierungsstrukturen weiter auszubauen. Bereits 1821 hatten sie die europäischen Mächte und die Vereinigten Staaten aufgefordert, ihre Regierung formal anzuerkennen, und obwohl diese der Aufforderung nicht nachkamen, wurde der griechische Unabhängigkeitskampf in der Bevölkerung und vor allem in republikanischen und demokratischen Kreisen begeistert aufgenommen. Auch in den USA wuchs daher der Druck auf die Regierung, die neue griechische Regierung zu unterstützen oder zumindest anzuerkennen.
In dieser Situation bot Großbritannien den Vereinigten Staaten bei Gesprächen zwischen dem britischen Foreign Secretary George Canning und dem amerikanischen Gesandten in London, Richard Rush, im August und September 1823 ein Bündnis an, in dem beide Staaten eine gemeinsame und wohlwollende Position zur Unabhängigkeit der südamerikanischen Republiken formulieren und einem Eingreifen der europäischen Mächte (über dem Spaniens selbst hinaus) entgegentreten sollten. Canning reagierte damit nicht zuletzt auf Gerüchte über Pläne für eine Konferenz der europäischen Kontinentalmächte zum Vorgehen gegen die ehemaligen spanischen Kolonien Südamerikas und auf Meldungen über eine französische Flotte, die nur darauf warte, spanische Truppen zur Rückeroberung der Kolonien zu verschiffen.
Neben Spaniens Politik in Südamerika erforderte aus Sicht der USA das Vorgehen Russlands im Nordwesten des amerikanischen Kontinents eine Reaktion. Zwar war Zar Alexander scheinbar bereit, 1821 verkündete Pläne zurückzuziehen, nach denen nur noch russische Schiffe den Nordpazifik zu Handelszwecken befahren dürften, die Russländisch-Amerikanische Kompagnie, der vom Zaren ein Monopol für die Besiedlung und den Handel mit Produkten aus allen Gebieten nördlich des 51. Breitengrads verliehen worden war, drang aber weiterhin nach Südosten vor und errichtete Handelsposten und Siedlungen in Teilen des heutigen Alaskas und Kanadas. Während die Vereinigten Staaten alleine nicht stark genug erschienen, um der russischen Expansion wirkungsvoll Einhalt zu gebieten, versprach auch hier eine Zusammenarbeit mit Großbritannien die Möglichkeit, US-amerikanische Interessen erfolgreicher zu vertreten.
Rush, der vom Angebot Cannings gleichermaßen geschmeichelt wie positiv überrascht war, wollte eine solch weit reichende Entscheidung jedoch nicht ohne Rückendeckung seiner Regierung treffen und stimmte einer entsprechenden Erklärung für den Fall zu, dass Großbritannien die jungen südamerikanischen Republiken anerkennen würde, wohl wissend, dass Canning diesen Vorschlag ablehnen würde. Der britische Vorschlag wurde deshalb nach Washington geschickt und dort vom Kabinett Monroes diskutiert, der zusätzlich seine Vorgänger Madison und Jefferson um deren Meinung zu den Plänen Großbritanniens bat.

## Die Entstehung der Monroe-Doktrin
Cannings Vorschläge für eine gemeinsame Erklärung umfassten fünf zentrale Punkte:
1. Die Annahme, dass eine Rückeroberung der früheren Kolonien in Südamerika durch Spanien hoffnungslos sei.
2. Die Aussage, dass eine Anerkennung der südamerikanischen Republiken eine Frage der Zeit und der Umstände sei.
3. Das Versprechen, einer einvernehmlichen Lösung zwischen den ehemaligen Kolonien und ihrem Mutterland nicht entgegenzutreten.
4. Die Versicherung, dass man selbst keinerlei Territorien der früheren Kolonien beanspruche.
5. Die Warnung, dass man einem Transfer territorialen Besitzes an andere Mächte nicht indifferent gegenüberstehen könne.

Während die Vereinigten Staaten den meisten dieser Punkte problemlos zustimmen konnten und einige Aspekte der Erklärung bereits selbst als politische Richtlinien formuliert hatten (so das Prinzip des „Non-Transfer“ im Jahr 1811), weckte die Verzichtserklärung auf den Erwerb früherer kolonialer Besitzungen die Bedenken von John Quincy Adams und dem Marineministers Samuel L. Southard. Gerade Adams sprach sich für eine eigene Erklärung gegenüber der „Heiligen Allianz“ aus und formulierte, dies sei für die Anerkennung der US-amerikanischen Positionen besser, als lediglich „einem Beiboot im Schlepptau der britischen Man-O-Wars“ gleich aufzutreten. Dass die Vereinigten Staaten überhaupt reagieren mussten, wurde jedoch von keinem der Beteiligten in Frage gestellt. Das Risiko einer französisch-spanischen Expedition nach Südamerika schien nach dem Fall der letzten Rebellenhochburg im spanischen Mutterland greifbar, das russische Vorgehen im Pazifik beschäftigte Washington bereits seit geraumer Zeit und auch die Revolution in Griechenland fand ihren Niederschlag in der politischen Diskussion. Fünf Aspekte spielten bei der Entstehung der Doktrin eine herausragende Rolle:
1. Wirtschaftliche GründeOb die Anerkennung der südamerikanischen Republiken durch Monroe in erster Linie wirtschaftlich motiviert und von der Hoffnung gekennzeichnet war, gute Handelsbeziehungen mit den jungen Staaten aufzubauen, bleibt bis heute umstritten. Nach Dexter Perkins mochte dies zwar teilweise eine Rolle gespielt haben, gleichzeitig machte der Handel mit den spanischen Kolonien vor deren Unabhängigkeitskampf aber unter zwei Prozent des gesamten Handels der USA aus, während der mit Kuba und dem spanischen Mutterland deutlich wichtiger war. Adams selbst drückte noch 1817 aus, er habe nur geringe Hoffnungen, dass sich eine Anerkennung der neuen Staaten positiv auf den Handel mit Südamerika auswirken werde.
Bis 1823 hatte sich diese Bewertung nach William Appleman Williams jedoch grundlegend geändert. Adams habe in einem Schreiben an die Gesandten in Kolumbien und La Plata desselben Jahres ausdrücklich die Notwendigkeit des freien Handels für die Region betont und ausgeführt, dass die USA schon in wenigen Jahren eine dominante Rolle in der Wirtschaft Lateinamerikas einnehmen würden. Auch mit Blick auf die nordwestlichen Gebiete Amerikas spielten wirtschaftliche Überlegungen für das Kabinett Monroes eine wichtige Rolle. Mit der Expansion der Vereinigten Staaten erhofften sich Geschäftsleute dort neue Rohstoffquellen und Produktionsstandorte (vor allem für Felle und die Fischerei) sowie die Kontrolle des Handels mit den asiatischen Staaten und der Südsee. Wichtig war es hier deshalb vor allem, dem Engagement Russlands und Großbritanniens sowie einer Erweiterung der territorialen Ansprüche Spaniens entgegenzutreten.
2. Ideologische GründeAnders als oft dargestellt, war John Quincy Adams nicht die alleinige treibende Kraft hinter dem Gedanken einer Anerkennung der südamerikanischen Republiken. Präsident Monroe hatte sich schon Monate vor Adams Eintritt in das Kabinett für eine Aufnahme diplomatischer Beziehungen mit den jungen Staaten ausgesprochen und sogar die Entsendung bewaffneter Einheiten an die Küsten Südamerikas erwogen, um einerseits den US-amerikanischen Handel in der Region zu schützen und andererseits die „Patrioten“ der Region zu unterstützen. Zugleich war Monroe fest davon überzeugt, dass die Vereinigten Staaten eine außergewöhnliche Position in der Welt einnahmen und ihre Ideologie und ihr politisches System nach außen tragen sollten. Südamerika erschien ihm hierfür ein geeignetes Terrain. Darüber hinaus versprach er sich von der Ausbreitung der republikanischen Staatsform eine Stärkung der USA in der internationalen Politik. Obwohl nicht vom gleichen Sendungsbewusstsein beseelt, betrachtete auch Adams die ideologischen Prinzipien einer Unterstützung Südamerikas als sehr wichtig. Auch er war überzeugter Republikaner und erhoffte sich eine zunehmende Ausbreitung republikanischen Gedankenguts und republikanischer Verfassungen, war im Gegensatz zu seinem Kabinettskollegen und Rivalen im Kampf um die Präsidentschaft Calhoun jedoch vorsichtiger im Auftreten gegenüber den europäischen Mächten. Zum einen ließ sich dies damit erklären, dass er als Secretary of State die volle Verantwortung für die Außenpolitik der Vereinigten Staaten trug und zum anderen, dass er als gemäßigter Kandidat einen verantwortungsbewussteren Kurs vertreten musste als der eher populistische Calhoun.
3. Äußere SicherheitDie Vereinigten Staaten wurden im Norden von der britischen Kolonie Kanada und im Süden von der ehemaligen spanischen Kolonie Mexiko begrenzt, während im Nordwesten (im heutigen Alaska) das russische Zarenreich im Vormarsch begriffen war. Zwar hatte man durch den Handel mit Napoléon Bonaparte 1803 das französische Gebiet Louisiana und 1819 Florida von Spanien in Besitz genommen, trotzdem war es schon mehrfach zu Problemen und Konflikten bei der Expansion der USA nach Westen gekommen. Mit einem weiteren Vordringen der europäischen Mächte und einer Kolonialisierung Nordwestamerikas durch europäische Mächte musste es deshalb langfristig unweigerlich zu Konflikten und wahrscheinlich auch neuen Kriegen kommen. Zusätzlich wäre mit der drohenden Rückeroberung Südamerikas durch die monarchischen Staaten Europas die republikanische Bewegung weltweit zurückgedrängt und die USA weiter isoliert worden (Adams fürchtete in diesem Fall auch eine Invasion der Vereinigten Staaten). Auf der anderen Seite hatte der Krieg von 1812 gezeigt, dass die militärischen Kapazitäten der Vereinigten Staaten nun groß genug waren, um eine Niederlage zumindest gegen eine einzelne der europäischen Mächte zu verhindern. Gelänge es also, nach dem erzwungenen Rückzug Spaniens aus Süd- und Mittelamerika neue Mächte fernzuhalten, könnten die USA zur dominierenden und unbedrohten Macht der westlichen Hemisphäre aufsteigen.
4. Territoriale ExpansionEng mit der äußeren Sicherheit verknüpft waren Überlegungen der US-amerikanischen Regierung zur territorialen Expansion, die den jungen Staat in den letzten Dekaden um mehr als das Doppelte vergrößert hatte. Adams befürchtete, dass die gemeinsame Erklärung mit Großbritannien den Handlungsspielraum der USA beim Erwerb neuer Gebiete, aber auch bei einem freiwilligen Beitritt anderer Territorien erheblich einschränken würde. Mit Blick auf Kuba, Texas, New Mexico und die immer weiter vorrückende „Western Frontier“ erschien es ihm unklug, eine entsprechende Verpflichtung einzugehen, zumal er im Bündnis mit Großbritannien keinen unmittelbaren Nutzen sah („England wird auch alleine eine Invasion nach Südamerika zu verhindern wissen.“). Unterstützt wurde er dabei im Kabinett vom Marineminister Southard und von Abgeordneten des Senats, die bei einer Erweiterung der USA die Gefahr einer Sezession einzelner Staaten sinken sahen und wirtschaftliche Vorteile für alle Bundesstaaten erwarteten.
5. Innenpolitische Vorgänge/Persönliche InteressenEin gerade von Ernest May stark betonter Aspekt in der Entstehung der Monroe-Doktrin ist die innenpolitische Situation in den Vereinigten Staaten und die bevorstehende Präsidentschaftswahl. Nach der zweiten Amtszeit konnte Monroe nicht erneut zur Wahl antreten und die Vorbereitungen für den Wahlkampf waren 1823 bereits in vollem Gange. Nach dem Niedergang der Federalists bestand zwar kein Zweifel, dass der Nachfolger Monroes ebenfalls ein Republican sein würde. Anders als heute gab es jedoch noch keine bindende Festlegung der Partei auf einen einzelnen Kandidaten. Tatsächlich sollte die Wahl von 1825 eine Besonderheit werden, weil gleich fünf Kandidaten gegeneinander antraten, von denen drei im Kabinett Monroes gesessen hatten (John Quincy Adams, William Harris Crawford und John C. Calhoun). Der Streit zwischen diesen Kandidaten spielte bei der Entstehung der Doktrin, die maßgeblich von Adams beeinflusst und in Teilen sogar formuliert wurde, eine erhebliche Rolle.
Besonders John Quincy Adams, dessen Vater zwar Präsident, aber auch prominenter Federalist gewesen war, musste sich im Wahlkampf profilieren und Vorwürfen entgegentreten, er sei als „Statthalter Englands“ nicht in der Lage, die Interessen der Vereinigten Staaten erfolgreich zu vertreten. Gleichzeitig versuchte Calhoun, Adams großer Rivale im Kabinett, durch ein Eintreten für ein Bündnis mit Großbritannien eine Situation zu schaffen, in der Adams als Außenminister verantwortlich für die äußerst unpopuläre Kooperation mit den Briten erscheinen musste und so Anhänger für die Wahl verlieren sollte. Adams Rolle als Favorit für die Wahlen erklärt auch, warum er sich mit seinen Positionen gegen das Mehrheitsvotum seiner Rivalen und sogar gegen den Rat der beiden früheren Präsidenten Jefferson und Madison durchsetzte: Monroe wollte seine Amtszeit erfolgreich zu Ende bringen und scheute den Konflikt mit seinem wahrscheinlichen Nachfolger.
Beeinflusst wurde Monroes Entscheidung schließlich auch durch den Unabhängigkeitskampf Griechenlands. In der US-amerikanischen Bevölkerung und im Kongress waren seit 1821 verstärkt Forderungen zu vernehmen, die neue griechische Regierung anzuerkennen und zu unterstützen. Monroe und Vertreter seines Kabinetts befürchteten für diesen Fall, in einen Konflikt mit europäischen Mächten gezogen zu werden. Auf Basis dieser Überlegungen ließ sich Monroe schließlich vom Sinn einer eigenen Erklärung überzeugen, die er in Rücksprache mit Adams formulierte und in seinem jährlichen Bericht an den Kongress veröffentlichte.

## Weiterentwicklung der Monroe-Doktrin
Der amerikanische Historiker Gaddis Smith stellte zur Entwicklung der Monroe-Doktrin seit 1823 fest: „The Monroe Doctrine, like the word of God, meant many things to different people at different times“ („Die Monroe-Doktrin bedeutete wie das Wort Gottes für verschiedene Menschen zu verschiedenen Zeiten viele Dinge“). Zunächst eine vor allem defensive und isolationistische Strategie, die vor allem auf die Abwehr europäischer Eingriffe ausgerichtet war, wandelte sie sich in den über 180 Jahren ihres Bestehens von einer Legitimation US-amerikanischer Expansionen und Invasionen in Mittel- und Südamerika, dann zu einem Instrument im Kampf gegen das nationalsozialistische Regime und seine Verbündeten in der westlichen Hemisphäre und schließlich sogar zu einer globalen antikommunistischen Strategie im Kalten Krieg.

### 1. Phase (1845–1895)
Über zwanzig Jahre lang wurde Monroes Botschaft von 1823 kaum weiter beachtet. Die Wirkung der Doktrin blieb zunächst sehr schwach, da die USA nicht das militärische Potenzial hatten, sie durchzusetzen. Der Unabhängigkeitskampf der früheren spanischen Kolonien erwies sich in ganz Süd- und Mittelamerika als erfolgreich, die Ängste Washingtons vor einer französisch-spanischen Expedition als unbegründet. Das Verhältnis zu Russland, das einer Siedlungsgrenze am 55. Breitengrad zustimmte, entspannte sich und die Frage der Unabhängigkeit Griechenlands wurde 1830 im Londoner Protokoll endgültig beantwortet. Erst ab 1845 griff Präsident James K. Polk die Erklärung Monroes wieder auf und verwahrte sich gegen eine Einmischung europäischer Mächte in Texas und Kalifornien, ehemals mexikanischer Gebiete, die sich unter Anführung nordamerikanischer Siedler von Mexiko usurpiert wurden. Texas wurde 1845 in die Vereinigten Staaten aufgenommen. Die militärische Hegemonie der USA manifestierte sich mit ihrem Sieg über Mexiko 1848 infolge des Mexikanisch-Amerikanischen Kriegs; ökonomisches Einflusspotenzial gewannen sie erst nach dem Bürgerkrieg. Das Dominanzstreben der Vereinigten Staaten in der westlichen Hemisphäre wurde Mitte des 19. Jahrhunderts durch die Ideologie der Manifest Destiny („offensichtliche Bestimmung“) angetrieben. Hinzu kamen sklavenhaltende Pflanzer in den Südstaaten, die in Zentralamerika und vor allem Kuba potenzielle Bundesterritorien sahen. Bei der Inthronisation Kaiser Maximilians I. in Mexiko 1864, die im Rahmen der mexikanischen Unternehmung Napoléons III. erfolgte (1861–1867) und die auch der Verbreitung und Durchsetzung des monarchischen Prinzips auf dem amerikanischen Kontinent gegenüber der republikanischen Idee Vorschub leisten sollte, waren die Vereinigten Staaten wegen des Bürgerkriegs zwar zunächst nicht in der Lage, ihre Prinzipien durchzusetzen. Unmittelbar nach dem Ende des Sezessionskrieges 1865 nahmen sie den Kampf gegen europäische Einflüsse aber wieder auf, verlangten mit Erfolg den Abzug der französischen Truppen aus Mexiko und erreichten so die Entmachtung Maximilians, der 1867 in Mexiko hingerichtet wurde. Bei seinen Warnungen an Paris erwähnte Außenminister William H. Seward jedoch nie explizit die Monroe-Doktrin. Bei anderen Interventionen von Spanien und Frankreich in Argentinien und der Dominikanischen Republik zur Jahrhundertmitte verhielt sich Washington passiv.
Auf der Suche nach neuen Märkten im Zusammenhang mit Urbanisierung, Industrialisierung und Imperialismus und in Konkurrenz zu Europa und Japan gingen die Vereinigten Staaten gegen Ende des 19. Jahrhunderts aggressiver in Süd- und Mittelamerika vor. Hierfür steht die Betonung von Panamerikanismus unter der Präsidentschaft von Benjamin Harrison, wie sich unter anderem in der Ausrichtung der ersten Internationalen Amerika-Konferenz in Washington, D. C. im Jahr 1889 zeigte. Die Delegierten standen den Friedens- und Handelsinitiativen des Außenministers James G. Blaine jedoch skeptisch gegenüber und einigten sich am Ende nur auf die Einrichtung einer gemeinsamen Clearinggesellschaft, aus der einige Jahrzehnte später die Organisation Amerikanischer Staaten hervorging.

### 2. Phase (1895–1929)
Die nächste deutliche Weiterentwicklung der Doktrin lässt sich im Jahr 1895 festmachen. Zu dieser Zeit lagen Venezuela und Großbritannien im Streit um die Grenzen der Kolonie Britisch-Guayana. Die Vereinigten Staaten zwangen Großbritannien mit dem Verweis an den Verhandlungstisch, die USA seien Hegemon des Kontinents und würden eine Einmischung in ihr Interessengebiet nicht hinnehmen. Der Außenminister der Vereinigten Staaten Richard Olney bezog sich dabei explizit auf die Monroe-Doktrin. Im Jahr 1904 wurde dieses informelle Prinzip der Monroe-Doktrin zu einer politischen Tatsache: Eine Roosevelt-Corollary getaufte Mitteilung Präsident Theodore Roosevelts an den Kongress formulierte einen alleinigen Anspruch der Vereinigten Staaten auf Interventionen in inneramerikanische Angelegenheiten. Dies sollte sowohl Konflikten zwischen und innerhalb der Staaten Süd- oder Mittelamerikas und der Karibik als auch Konflikte dieser Staaten mit nichtamerikanischen Akteuren (zum Beispiel Schuldner anderer Nationen) umfassen, durch die die Stabilität der gesamten Region und die „Interessen der amerikanischen Staaten“ gefährdet werden könnten. Während diese Erklärung in Europa überwiegend positiv aufgenommen wurde, da sie Investoren erhöhte Sicherheit bei der Vergabe von Krediten im südamerikanischen Raum versprach, riefen sie in den betroffenen Ländern Empörung, Wut und Furcht hervor. Im Gegensatz zur Dominikanischen Republik, wo im Jahr 1905 noch vier europäische Staaten mit Kriegsschiffen intervenierten, geschah dies danach nur noch durch die USA, die in Kuba, Nicaragua, Haiti und der Dominikanischen Republik intervenierten.
Eine weitere Ergänzung trat im Jahr 1912 in Kraft. Mit der Lodge Corollary untersagte der Senat der Vereinigten Staaten jegliche Landverkäufe in der westlichen Hemisphäre an außeramerikanische Staaten oder Unternehmen, die diesen Staaten eine Einflussnahme in der westlichen Hemisphäre ermöglichen und somit eine Gefahr für die Interessen der Vereinigten Staaten darstellen könnten. War der Blick der Vereinigten Staaten in Fragen der Nicht-Intervention bislang nach Osten gerichtet gewesen, zielte die Erklärung diesmal gegen Landkäufe japanischer Unternehmen, deren Mutterland in den vorangegangenen Jahren durch Siege in Kriegen gegen China und Russland sein gewachsenes militärisches Potential bewiesen hatte.
Auch auf internationaler Ebene verhalfen die USA der Monroe-Doktrin zu Akzeptanz. Während der Eintritt in den Ersten Weltkrieg unter Präsident Wilson noch einen klaren Bruch mit dem Prinzip der Nicht-Intervention darstellte, wurde nach dem Ende des Krieges offensichtlich, dass die breite Mehrheit des US-amerikanischen Kongresses und der Bevölkerung der Vereinigten Staaten die Politik der Isolation fortsetzen wollte. Dies wurde auch in der Ablehnung des Beitritts zum Völkerbund deutlich, obwohl man bei seiner Gründung den Kritikern in den USA mit Artikel 21 der Völkerbundsatzung entgegengekommen war, in dem es hieß: „Internationale Abreden wie Schiedsgerichtsverträge und Abmachungen über bestimmte Gebiete, wie die Monroe-Doktrin, welche die Erhaltung des Friedens sicherstellen, gelten nicht als mit einer der Bestimmungen der gegenwärtigen Satzung unvereinbar.“ Wilson scheiterte ebenfalls mit dem Versuch, die Doktrin zu einer Art „multilateralem panamerikanischen Vertrag“ umzuwandeln, unter dem alle Mitgliedsstaaten die Souveränität und territoriale Integrität ihrer Nachbarn garantieren und Konflikte ausschließlich auf friedlichem Wege und auf Augenhöhe beilegen würden. Die Doktrin wurde somit nach dem Ersten Weltkrieg von einer ursprünglich defensiven Ausrichtung im Sinne einer internationalen Polizeifunktion für die Interessen der Vereinigten Staaten uminterpretiert. Als Bestandteil des Völkerrechts blieb die Monroe-Doktrin umstritten.

### 3. Phase (1929–1950)
In den Jahren der Präsidentschaft Herbert Hoovers (1929–1933) verbesserten sich die Beziehungen zu Süd- und Mittelamerika deutlich und die letzten US-Streitkräfte wurden aus Nicaragua und Haiti zurückgerufen. Nachdem das Clark-Memorandum vom Dezember 1928 bereits das Recht der USA auf Intervention in anderen amerikanischen Staaten verneint hatte, widerrief Hoovers Nachfolger Franklin D. Roosevelt das Corollary seines Namensvetters endgültig, um im Rahmen der Good Neighbor Policy seines unmittelbaren Vorgängers andere Wege der inneramerikanischen Zusammenarbeit (aber auch der Kontrolle) zu beschreiten.
Bis zu diesem Zeitpunkt war die Monroe-Doktrin strikt unilateral organisiert worden, das heißt US-amerikanische Truppen griffen nur ein, wenn die USA dazu einen Anlass sahen. Mit dem Aufkommen des europäischen Faschismus versuchte Washington nun, die lateinamerikanischen Regierungen einzubinden und mit ihnen gemeinsame Positionen zu finden. Nachdem die amerikanischen Republiken im Oktober 1939 bereits ihre Neutralität im Krieg betont hatten und eine mehrere hundert Meilen breite Sicherheitszone definiert hatten, in der keine gegnerischen Marinebewegungen erlaubt sein sollten, bekam mit dem Havanna-Act ein fast schon vergessener Aspekt der Monroe-Doktrin erneute Beachtung. In ihm formulierten Amerikas Staaten gemeinsam, dass sie einen Transfer kolonialen Besitzes in der westlichen Hemisphäre, der durch die Eroberungen des nationalsozialistischen Deutschland denkbar geworden war, nicht tolerieren und die entsprechenden Gebiete im Vorgriff besetzen würden. Bis auf Argentinien schlossen sich nach dem Kriegseintritt der USA alle lateinamerikanischen Staaten dem Bündnis gegen die Achsenmächte an (Argentinien folgte erst kurz vor Ende des Krieges).

### 4. Phase (1950 bis ca. 1986)
Ergänzt und überdeckt wurde die Monroe-Doktrin im März 1947 mit einer Erklärung des Präsidenten Harry S. Truman, in der dieser als neuen außenpolitischen Grundsatz formulierte, „allen Völkern, deren Freiheit von militanten Minderheiten oder durch einen äußeren Druck bedroht ist“, Beistand gewähren zu wollen. Damit lösten sich die USA endgültig von einer auf dem Papier isolationistischen und auf die westliche Hemisphäre beschränkten Politik, die durch das frühere Eintreten in die beiden Weltkriege und die neue weltpolitische Lage aber bereits weitgehend obsolet geworden war. Die so genannte Truman-Doktrin erhob nun den Anspruch, jederzeit und überall aktiv werden zu können, wo die Rechte freier Völker durch direkte Drohungen und militärischen Zwang oder durch verdeckte Aktionen und subversives Agieren verletzt würden. Die Doktrin bildete den Grundsatz der US-amerikanischen Eindämmungspolitik (Containment-Politik) gegenüber der Sowjetunion. Sie wurde im Kalten Krieg wiederholt angewendet.
Die Ankündigung, die Rechte freier Völker zu verteidigen, war nicht etwa am Völkerrecht orientiert. In den fünfziger Jahren stellte der Vorsitzende des Planungsstabes im State Department George F. Kennan fest, dass die lateinamerikanischen Staaten nicht selbst in der Lage seien, einer Bedrohung durch kommunistische Kräfte zu widerstehen. Die USA müssten deshalb selbst und direkt in die Innenpolitik der einzelnen Staaten intervenieren, um antikommunistische Gruppen und Parteien zu unterstützen, „ohne dabei einen übersteigerten Wert auf den Typ des unterstützten Regimes zu legen“. Mit der als Kennan Corollary (1950) bekannt gewordenen Strategie legten die USA den Grundstein für ein Engagement, das in den nächsten vierzig Jahren zu einer langen Reihe direkter oder indirekter Eingriffe in die Entwicklungen der lateinamerikanischen Staaten führen sollte, von denen viele auf die Errichtung und Förderung von Militärdiktaturen ausgerichtet waren, bis hin zur Unterstützung faschistischer Regime.
Trumans neue Doktrin und Kennans Corollary waren die letzten wesentlichen Erweiterungen der Monroe-Doktrin, wie sie seit Anfang der 1950er-Jahre bis zum Ende des Kalten Krieges angewendet wurden. Gaddis Smith, wie auch andere Autoren, sieht im Zerfall der Sowjetunion und dem dadurch erfolgten Wegfall der einzigen ernsthaften Bedrohung der Vereinigten Staaten das Ende der Monroe-Doktrin. Die Gefahren, die der Monroe-Doktrin und ihren Ergänzungen stetig neue Nahrung gegeben hatten, verschwanden zwar nicht über Nacht, lösten sich aber mehr und mehr auf. In der neuen, unipolaren (oder je nach Betrachter auch multipolaren) Weltordnung war das Vorgehen der vergangenen Jahrzehnte mit ihren militärischen und staatsfeindlichen Komponenten nicht mehr statthaft. Am Beispiel Chiles kann dies nachvollzogen werden: Erstmals kritisierten die USA hier 1986 ein nicht-kommunistisches Regime Südamerikas in den Vereinten Nationen. Ähnliches geschah mit Nicaragua und El Salvador, für die sogar eine UNO-Beobachtertruppe eingesetzt wurde, ein Vorgang, der wenige Jahre vorher noch undenkbar und unter dem Verweis einer Einmischung in den Interessenbereich der Vereinigten Staaten von diesen blockiert worden wäre.
Während der Kubakrise im Jahre 1962 berief sich Präsident Kennedy insbesondere auf die Monroe-Doktrin, als er die Sowjetunion zwang, ihre Raketen aus Kuba abzuziehen. Umgekehrt war die Rückeroberung der Falkland-Inseln im Krieg von 1982 durch Großbritannien formal ein Verstoß gegen die Monroe-Doktrin, wurde jedoch durch die damalige Regierung Reagan wohlwollend geduldet.